# Ruhland
Ruhland est une ville du sud du Brandebourg. Elle se trouve dans l'arrondissement de Haute-Forêt-de-Spree-Lusace.

## Géographie
Ruhland est à l'est d'Elsterwerda, à l'ouest de Hoyerswerda et à 10 km au sud-ouest de Senftenberg et se trouve dans le territoire de la Haute-Lusace, la Basse-Lusace commençant au nord de la ville. Elle est arrosée par l'Elster Noire.